# الفجر (مسلسل)
الفجر مسلسل يمني اجتماعي من إنتاج التلفزيون اليمني، وتأليف أحمد الحملي، وإخراج ناصر أبوبكر العولقي،عبد الحكيم الحكيمي، يحكي عن عصر الإمام يحيى حميد الدين والإمام أحمد يحيى حميد الدين المتسم بالظلم والقسوة حتى الوصول إلى قيام الثورة اليمنية في السادس والعشرين من سبتمبر 1962م، ولعل أشهر شخصيات المسلسل بل أشهر شخصية عرضت على التلفزيون اليمني كانت شخصية (بركتنا) في هذا المسلسل والتي قام بتمثيلها الفنان محمد الضلعي.

## الممثلين
- يحيى القدمي بدور سعيد الماضي.
- علي الكوكباني بدور قاسم أبو الليل.
- محمد الضلعي بدور بركتنا.
- عبدالله علي قاسم بدور حمود نشوان.
- عبدالوهاب زاهر بدور محمد سعيد ماضي.
- عبد الرحمن المسيبي بدور علي حمود نشوان.
- زهرة طالب بدور عتيقة.
- مديحة الحيدري بدور فاطمة.
- عبدالله الشريف بدور مبخوت.
- فوزية الأصبحي بدور حظية.
- عبدالرحمن قابل بدور الأستاذ محمد.
- عبد الكريم المتوكل بدور الشيبة.
- محمد الأشموري بدور ناصر راشد.
- حيدر صلاح بدور ناجي.
- هديل الأصبحي بدور لطفية.
- محمد المطري بدور الشاويش.
- محمد علي قاسم بدور حسين.

وغيرهم من الممثلين القدامى.